# Rotunda

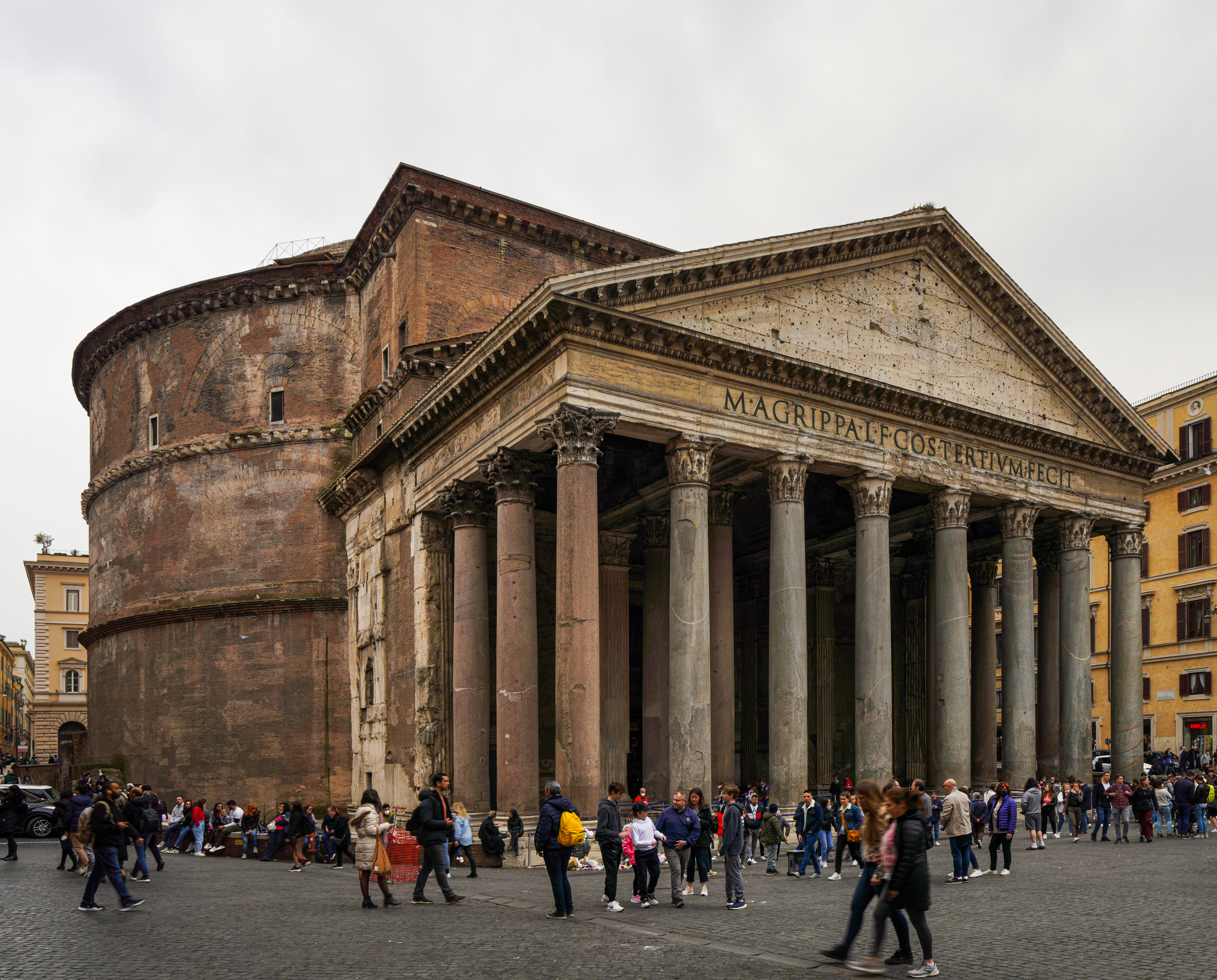
A római Pantheon

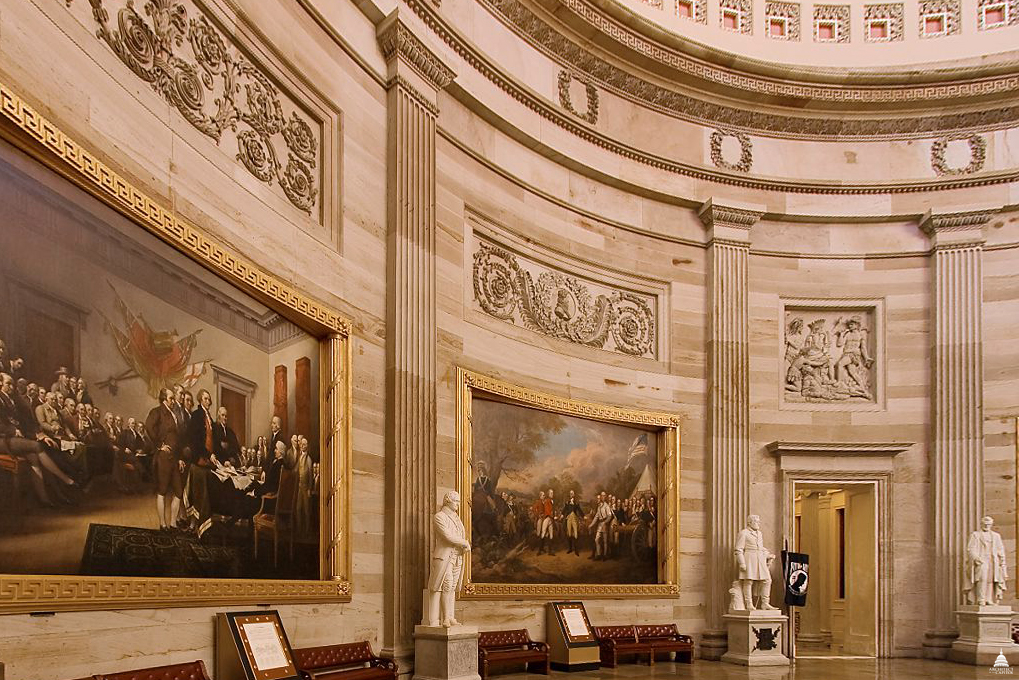
A U.S. Capitol Rotunda

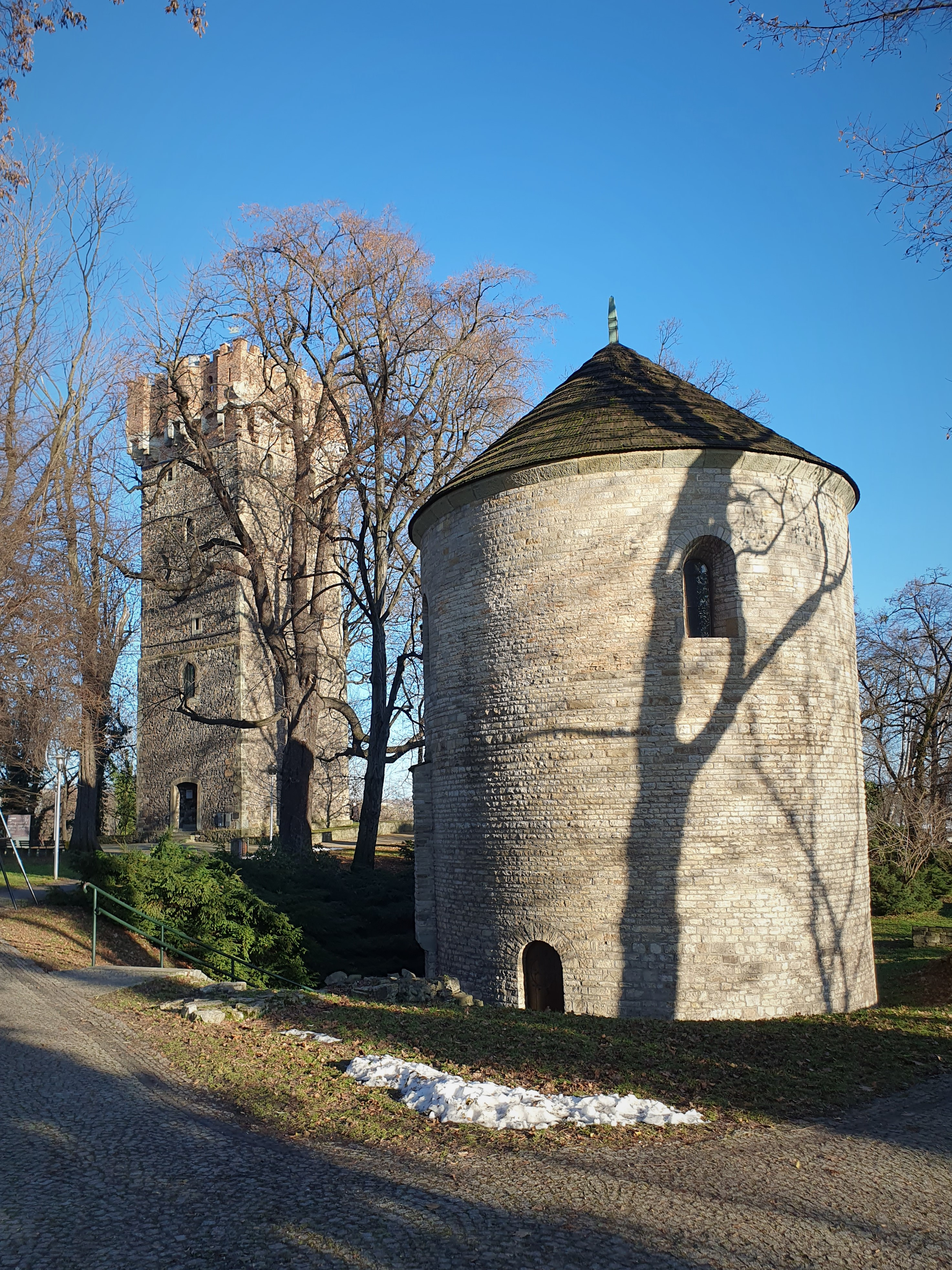
Cieszyn, rotunda ls torony

A rotunda (olaszul: rotonda) kerek, önálló vagy más épületekhez kapcsolódó építmény rendszerint kúp-, illetve kupolatetővel. Leggyakoribb formája a körtemplom. Másik fő típusa a kerek bástya; ebbéli minőségében a rondella, illetve ágyútorony őse.
A kifejezés latin szó, a rotundus (kerek) nőnemű alakja a rota (kerék) alapján.

## Klasszikus rotundák

### Ókor
A legrégibb ismert körtemplomok egyike a közép-ázsiai Horezm területén álló Koy-Krylgan Kala (i. e. 4–3. század).
A körtemplomokat általában a római Pantheonra vezetik vissza, de Rómában emellett van egy másik nevezetes körtemplom is, a Santo Stefano Rotondo. A centrális tereket a görög, majd a római építészet is használta, a legtöbbet hivatkozott ilyen épület a Pantheon. A Római Birodalom bukása után hosszabb visszaesés következett, de építésük virágkora a 11–14. században volt.

### Középkor
A középkorban a rotunda a várépítészetben volt kedvelt elem.

## Modern rotundák
A klasszicizmus alapvetően a 19. századtól  szerte Európában újra divatba hozta a rotundaépítést. A korszerű építőanyagok adta lehetőségeket felhasználva ekkor már nagy, ó-, illetve középkori elődeikhez képest hatalmas rotundákat építettek — eleinte jellemzően múzeumoknak, illetve kiállítások céljaira:
- Izabela Czartoryska lengyel hercegnő 1801-ben építtette a Szibüllák temploma (lengyelül: Świątynia Sybilli) nevű rotundát. Ez volt Közép-Európa első múzeuma, ez lett a mai Czartoryski Múzeum alapja.
- Scarborough-ban 1829-ben, William Smith kezdeményezésére épült fel a Rotunda Múzeum (Rotunda Museum) — „Rotunda William Smith földtani múzeum”.[4]
- A 108 m átmérőjű, 8000 m alapterületű bécsi Rotunda az 1873-as világkiállítás (Weltausstellung) központi épülete volt.[5]Ennek a képe szerepelt a kiállítás emlékérméjén is.[6]

### Az amerikai rotundaépítészet
Az első amerikai rotunda a kongresszus székházának közepén kialakított nagy, kupolás csarnok — ez a U.S. Capitol Rotunda. Ezt követi, illetve erre utal számos nagy csarnok szerte az Egyesült Államokban; különösen gyakran épültek egyetemi campusokban. Ilyen például a Virginia Egyetem rotundája, de előfordulnak egyéb célúak is, mint például a Baltimore-i egészségközpont

### Panorámaképek kiállításai
A 19. századi Európában ugyancsak ösztönözte a rotundaépítést a panorámaképek divatja:
- A Városligeti Rotundát 1895 táján építette Klösz György,[8] kimondottan a Feszty-körkép elhelyezésre. A pocsék kivitelű, rendszeresen beázó stb. épületet 1898-ban visszavette és lebontotta főváros, hogy helyén felépíthesse a Szépművészeti Múzeumot.[9]
- a restaurált Feszty-körképet az ópusztaszeri Nemzeti Történeti Emlékparkban helyezték el — ez a rotunda a park egyik főépülete.[10]